# Hobart's Funnies

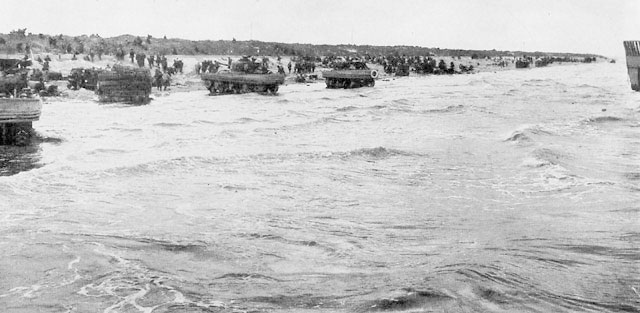
Tancs DD amfibis esperen que s'obrin escletxes al Mur Atlàntic a Utah Beach. Aquesta foto va ser feta poc després de l'Hora H

Les Hobart's Funnies (les Extravagàncies d'en Hobart) és el sobrenom donat a una sèrie de vehicles de combat blindats especialitzats derivats de tancs operats durant la Segona Guerra Mundial per unitats de la 79a Divisió Cuirassada de l'Exèrcit Britànic o per especialistes dels Royal Engineers.
Van ser dissenyats a la llum dels problemes que van experimentar els tancs més estàndard durant el Raid de Dieppe, de manera que els nous models poguessin superar els problemes de la planificada invasió de Normandia. Aquests tancs van tenir un paper important a les platges de la Commonwealth durant els desembarcaments. Van ser precursors del modern vehicle d'enginyers de combat i van prendre el seu sobrenom del comandant de la 79a Divisió, el major general Percy Hobart.
Els vehicles convertits eren principalment tancs Churchill i M4 Sherman subministrats pels Estats Units .

## Història
Els plans per envair l'Europa continental es van revisar completament després del fracàs de l'atac a Dieppe el 1942. Les unitats aliades a Normandia haurien de superar el terreny, els obstacles i les fortificacions costaneres si la invasió tenia èxit. El general Sir Alan Brooke, cap de l'Estat Major Imperial va decidir el 1943 crear unitats especials i va assignar la responsabilitat a l'expert en guerra blindada Percy Hobart per al desenvolupament de vehicles i entrenar tripulacions per utilitzar-los en acció.
Moltes de les idees ja havien estat provades, provades o estaven en desenvolupament experimental tant per Gran Bretanya com per altres nacions. Per exemple, el tanc Scorpion, un tanc Matilda modificat, ja s'havia utilitzat durant la campanya del nord d'Àfrica per netejar camins a través dels camps de mines alemanys. Els tancs soviètics T-34 havien estat modificats amb rodets netejamines. També s'havien desenvolupat en altres llocs tancs de suport proper, posadors de ponts i portadors de feixos. Tanmateix, els Funnies eren la col·lecció de vehicles d'enginyeria més gran i més elaborada disponible.
A principis de 1944, Hobart va poder demostrar als generals Eisenhower i Montgomery una brigada de tancs amfibis de Conducció Doble (DD), netejamines "Crab" i tancs d'enginyer AVRE juntament amb un regiment de tancs llançaflames Churchill Crocodile.
Montgomery va considerar que les forces nord-americanes haurien d'utilitzar-los. Una tercera part dels "funnies" es va oferir als nord-americans de tots els vehicles disponibles, però l'ús va ser mínim. Eisenhower estava a favor dels tancs DD però va deixar la decisió sobre els altres al general Bradley. No es va utilitzar cap dels altres dissenys, perquè es pensava que requerien una formació especialitzada i una organització de suport addicional. A més, els nord-americans es van mostrar reticents a fer ús de funnies basats en el tanc Churchill, ja que no volien la complexitat logística d'afegir un altre model de tanc al seu inventari.
Bradley va sol·licitar 25 tancs de marxes i 100 Churchill Crocodriles poc després de la demostració del febrer de 1944 i l'Oficina de Guerra Britànica va acceptar subministrar-los així com AVRE amb tripulació britànica. Tot i que no hi havia temps suficient per produir els vehicles i entrenar les tripulacions, el dia que les forces nord-americanes es van limitar als tancs DD i els seus propis tancs bulldozer Sherman i bulldozers blindats, mentre que la 42 Brigada d'Assalt en comptes de donar suport a les platges dels Estats Units es va convertir en una reserva per a les platges britàniques i canadenques.
A la llum de les operacions durant el desembarcament nord-americà a la platja Omaha, la decisió de Bradley ha estat criticada, ja que es considerava que l'ús de la gamma de Funnies hauria salvat vides nord-americanes. Després del dia D, les forces nord-americanes van fer un ús limitat del tanc de neteja de mines Sherman Crab.

## Dissenys
La majoria dels dissenys eren formes modificades del tanc Churchill o del tanc Sherman. Tots dos estaven disponibles en gran nombre. El Churchill tenia un bon rendiment (encara que lent) al camp a través, un blindatge pesat i un interior espaiós. Es va valorar la fiabilitat mecànica del Sherman.
Entre els nombrosos vehicles especialitzats i els seus accessoris hi havia:
- Crocodile: un tanc Churchill modificat per la instal·lació d'un llançaflames en lloc de la metralladora del casc. Un remolc blindat, remolcat darrere del tanc, transportava 400 galons imperials (1.800 litres) de combustible. El llançaflames tenia un abast de més de 110 metres (120 iardes), molt més gran que les unitats portàtils. Considerat com una poderosa arma psicològica, aquest tanc llançaflames va resultar molt eficaç per netejar búnquers, trinxeres i altres fortificacions alemanyes.
- AVRE (Vehicle Cuirassat dels Royal Engineers): Un tanc Churchill adaptat per atacar les fortificacions defensives alemanyes. El canó principal de l'AVRE va ser substituït per un morter de petard que disparava un projectil de quaranta lliures (18 kg) ple d'Alt Explosiu (anomenat "pabellera voladora") fins a 150 iardes (137 m); era capaç de destruir obstacles de formigó com barres de carreteres i búnquers. El morter s'havia de tornar a carregar externament obrint una escotilla i fent lliscar una rodona dins del tub de morter des del casc. La tripulació de sis persones va ser extreta dels Royal Engineers, excepte el conductor que venia del Royal Armored Corps. Un dels membres de la tripulació de RE era un sotsoficial sapador de demolicions encarregat d'encebar el "cubell d'escombraries volador", així com de dirigir o supervisar quan es desmuntaven del tanc (es feia fàcilment a través de les escotilles laterals) per col·locar càrregues de demolició (càrregues "Wade").
Els AVRE també es van utilitzar per transportar i operar equips com ara:
  - Bobina Churchill AVRE: una bobina de tela de lona de 10 peus (3,0 m) d'ample reforçada amb pals d'acer que es portava davant del dipòsit i es desenrotlla a terra per formar un "camí", de manera que els vehicles que seguien (i el mateix vehicle que la desplegava) no s'enfonsaria en el sòl tou de les platges durant el desembarcament amfibi.
  - Fascine: un feix de pals de fusta o de brossa tosca lligats amb cables portats davant del tanc que es podien alliberar per omplir una rasa o formar un graó. Les canonades metàl·liques al centre de la fascina permetien que l'aigua fluís.
  - Small Box Girder: An un pont d'assalt que es portava davant del tanc i es podia deixar caure per abastar un buit de 30 peus (9,1 m) en 30 segons.
  - Bullshorn Plough: una arada de mina destinada a excavar el terreny davant del tanc, per exposar i detonar qualsevol mina terrestre.
  - Churchill Double Onion: dues grans càrregues de demolició sobre un marc metàl·lic que es podrien col·locar contra un mur de formigó i detonar des d'una distància segura. El tanc podria col·locar càrregues de demolició a altures de fins a 12 peus. El tanc situava contra una paret, el marc es baixava a terra contra la paret. Aleshores, el tanc retrocedia uns 100 peus amb un cable elèctric detonant. Els explosius eren llavors detonats pel conductor del tanc. Va ser el successor del dispositiu de càrrega única Carrot Tank. També anomenat Jones Onion Tank.
- ARK (Armoured Ramp Carrier): era un tanc Churchill sense torreta que tenia rampes extensibles a cada extrem; altres vehicles podrien pujar per les rampes i sobre el vehicle per escalar obstacles, funcionant eficaçment com un pont mòbil.
- Cranc: un tanc Sherman modificat equipat amb un martinet de mina, un cilindre giratori de cadenes ponderades que va fer explotar les mines al camí del tanc.
- Tanc DD (de "Duplex Drive" – "Conducció Doble"): un M4A1 o M4A4 Sherman amfibi equipat amb una gran carcassa estanca de lona capaç de flotar i arribar a la costa després de ser llançat des d'una nau de desembarcament a diverses milles de la platja. Estaven destinats a donar suport a les primeres onades d'infanteria que atacaven les platges. Només es va utilitzar una versió de tanc Valentine per a l'entrenament.
- LVT "Buffalo": nom britànic per als LVT2 i LVT4 americans: vehicles de desembarcament amfibis lleugerament blindats. Aquest últim disposava d'una rampa per facilitar la càrrega de la càrrega. Van ser utilitzats en diverses operacions inclosa la travessia del Rin.
- Bulldozer blindat: una excavadora Caterpillar D7 convencional equipada amb blindatge per protegir el conductor i el motor. La seva feina era netejar d'obstacles les platges d'invasió i fer accessibles les carreteres netejant runes i omplint cràters de bombes. Les conversions van ser realitzades per l'importador de Caterpillar Jack Olding & Company Ltd de Hatfield .
- Bulldozer Centaur: un tanc Centaur amb la torreta retirada i equipat amb una fulla de bulldozer accionada amb un cabrestant. Aquests es van produir a causa de la necessitat d'un vehicle de neteja d'obstacles ben blindat que, a diferència d'una excavadora convencional, era ràpid per mantenir-se al dia amb les formacions de tancs. No es van utilitzar el dia D, però es van lliurar a la 79a Divisió Blindada a Bèlgica durant la darrera part de 1944.
- Llum de defensa del canal: un potent reflector d'arc de carboni transportat en diversos tipus de tancs dins d'una torreta modificada. El nom del dispositiu era deliberadament inexacte per ajudar a mantenir-lo en secret; el seu veritable propòsit era il·luminar les posicions enemigues durant un atac nocturn, proporcionant llum i enlluernant els defensors. Va ser dissenyat per permetre que la llum inundés per una escletxa relativament petita del blindatge, minimitzant les possibilitats de danys pel foc enemic. Això no es va utilitzar el dia D, sinó que es va utilitzar durant l'atac de l'operació Clipper del novembre de 1944 al sortint de Geilenkirchen per crear llum artificial indirecta.

## Galeria

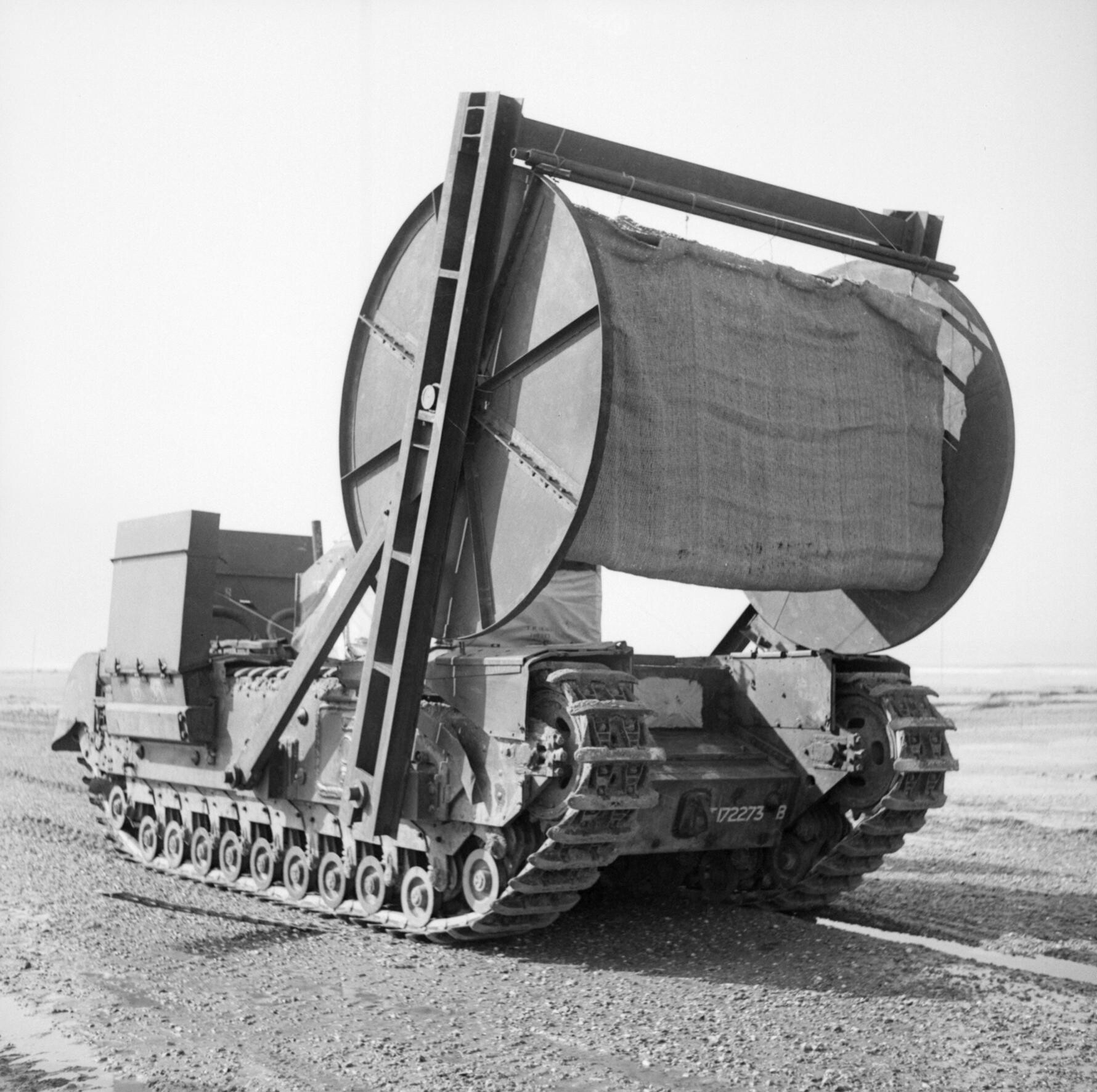
Churchill Churchill AVRE amb una "bobina"
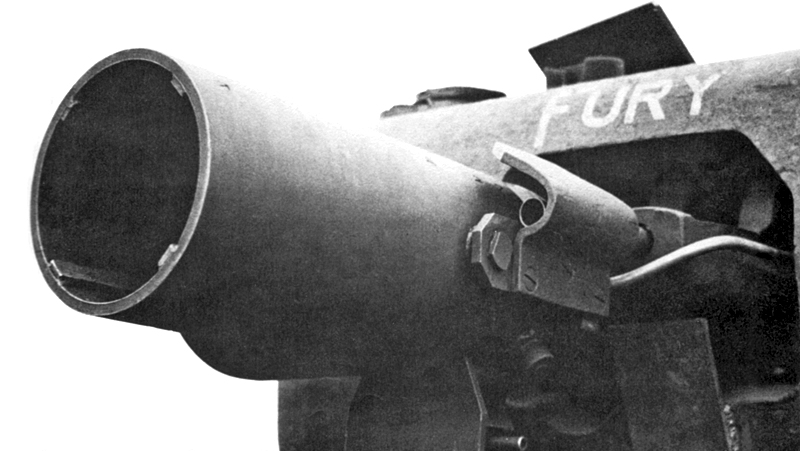
Primer pla d'un morter Petard d'AVRE
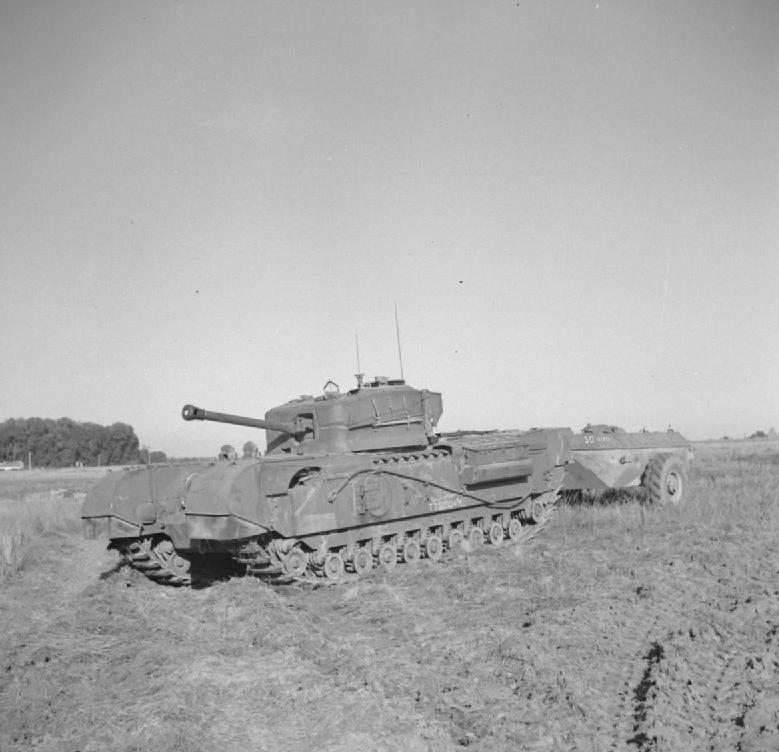
Churchill Crocodile en trànsit
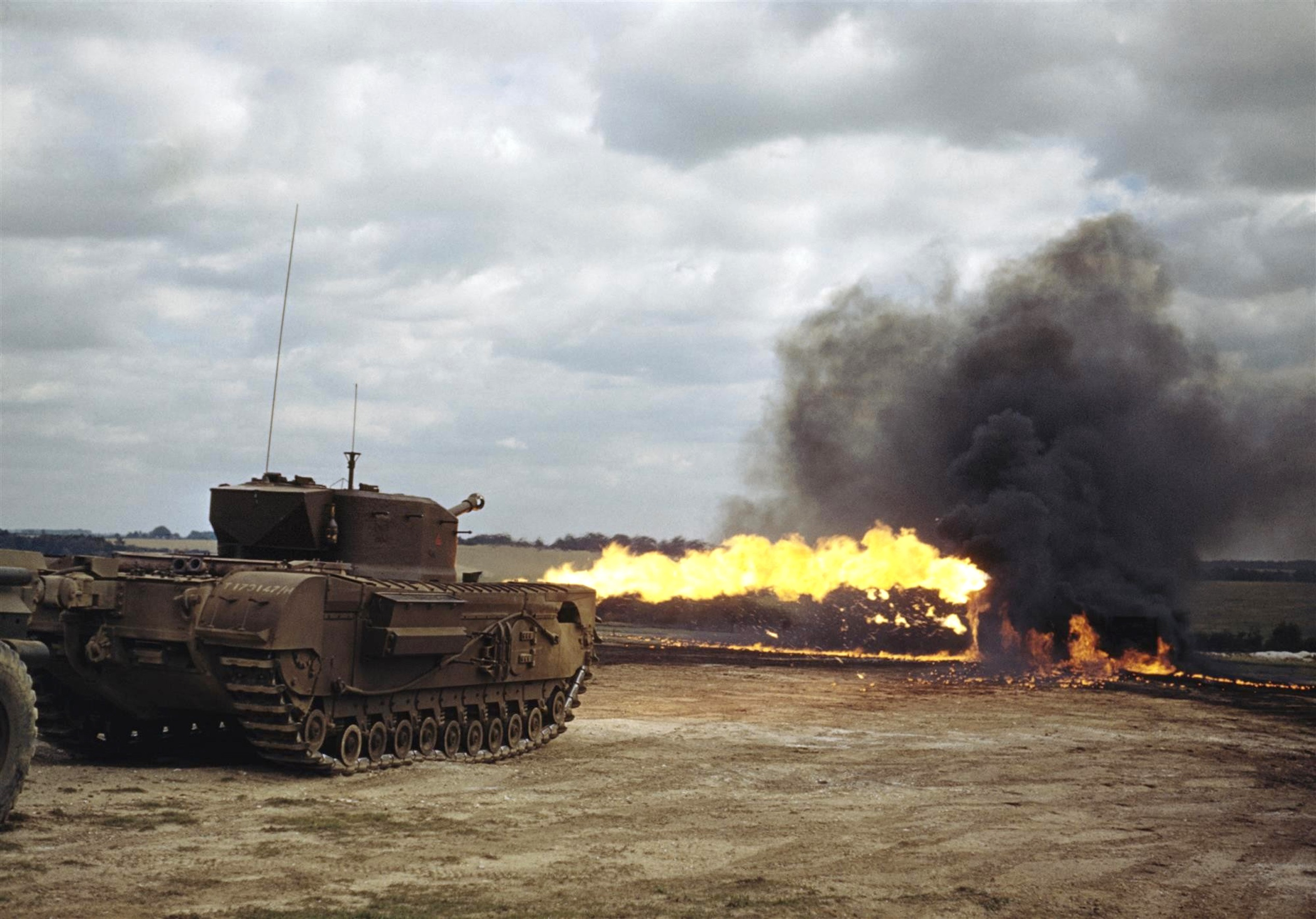
Churchill Crocodile en acció
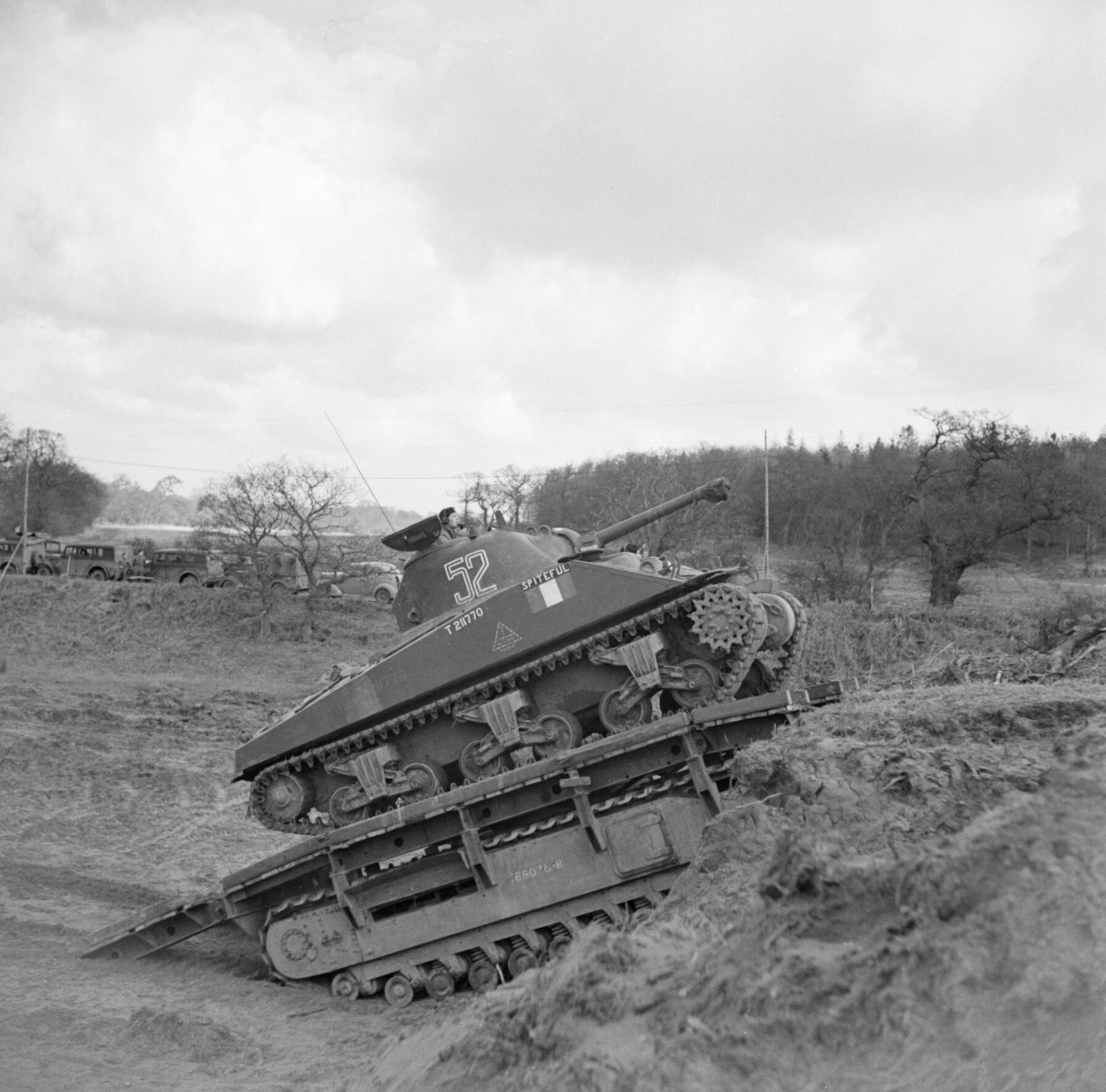
Un tanc Sherman utilitza un Churchill Ark per escalar una escarpa durant un exercici d'entrenament
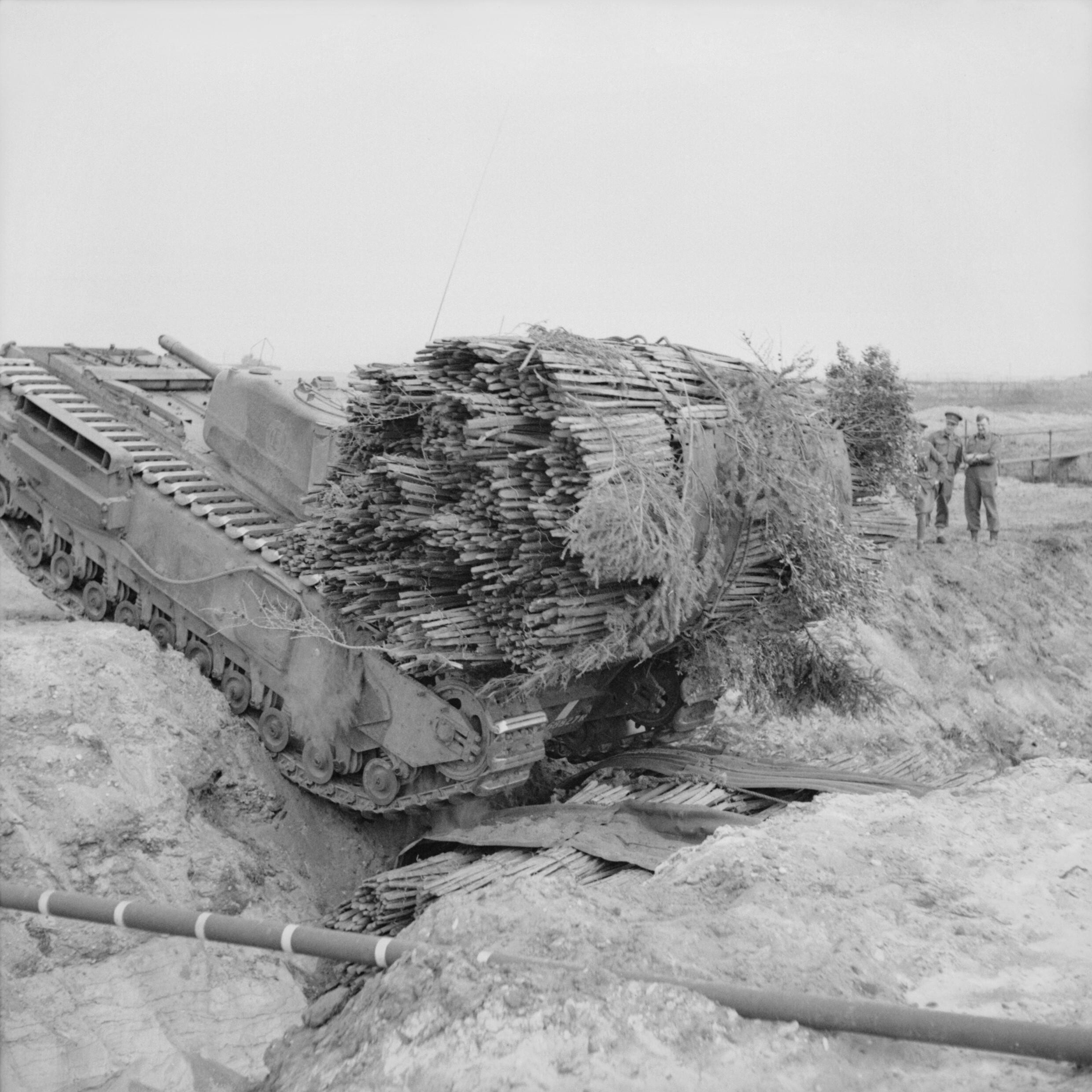
Un Churchill AVRE, portant una fascina, creua una rasa amb una fascina ja desplegada, (1943)
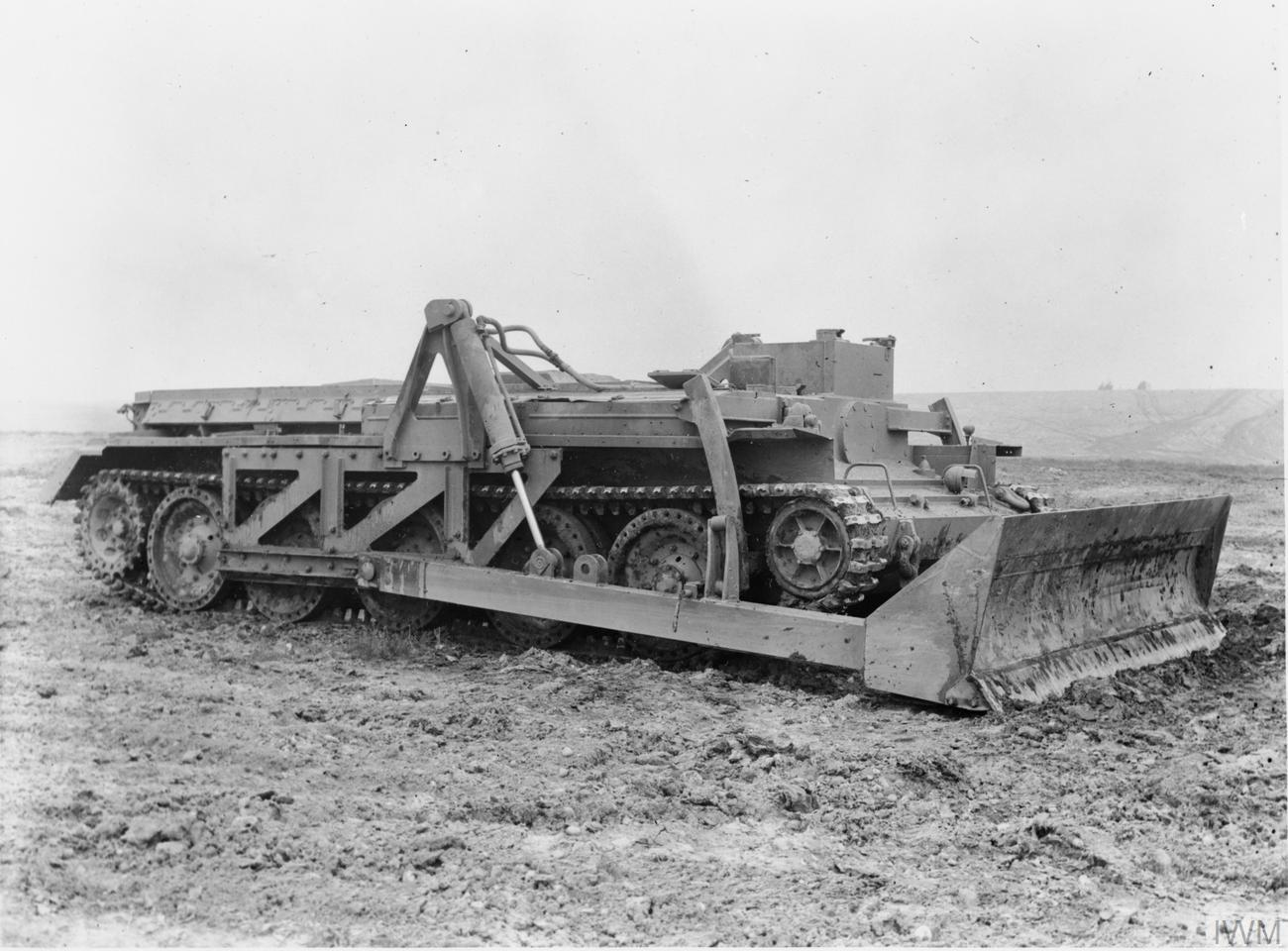
Centaur Bulldozer
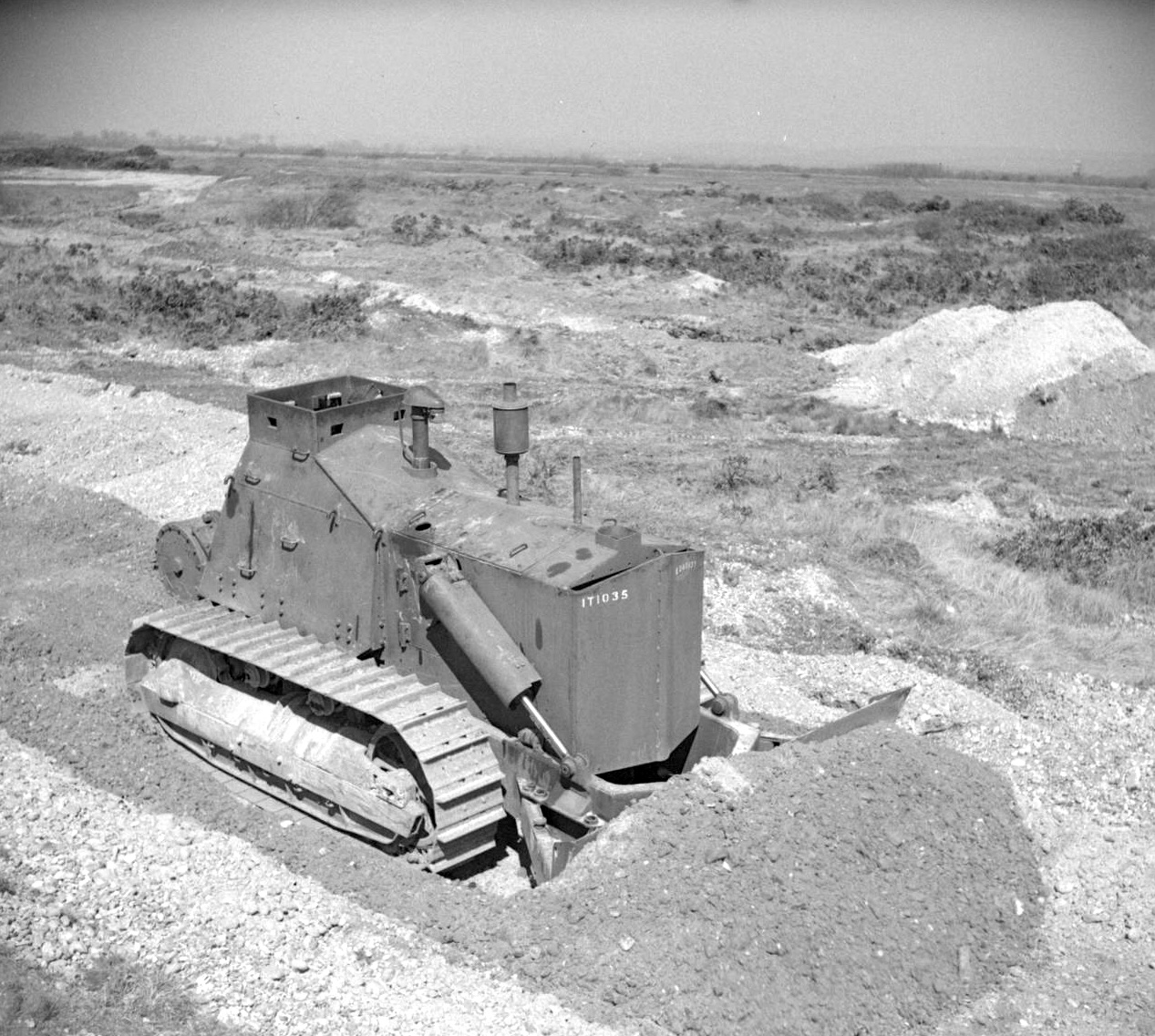
Una excavadora blindada D7
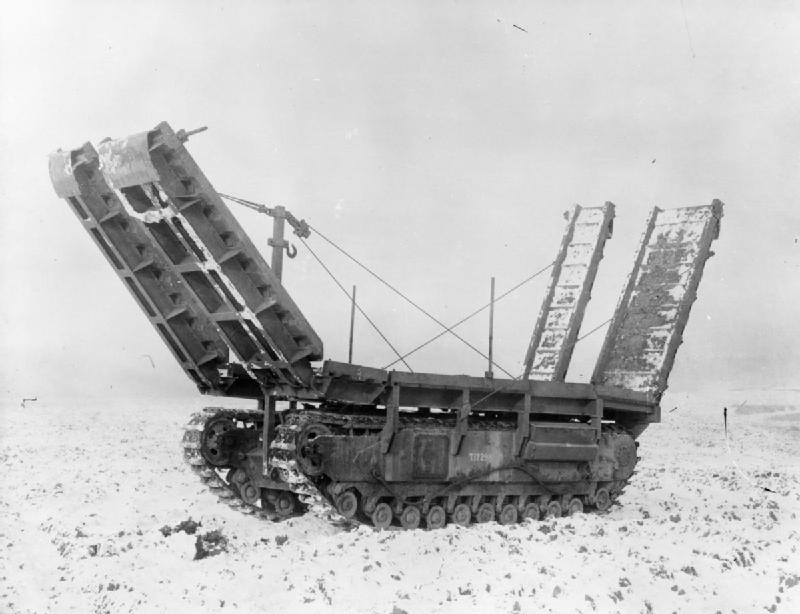
Churchill Ark Mk II
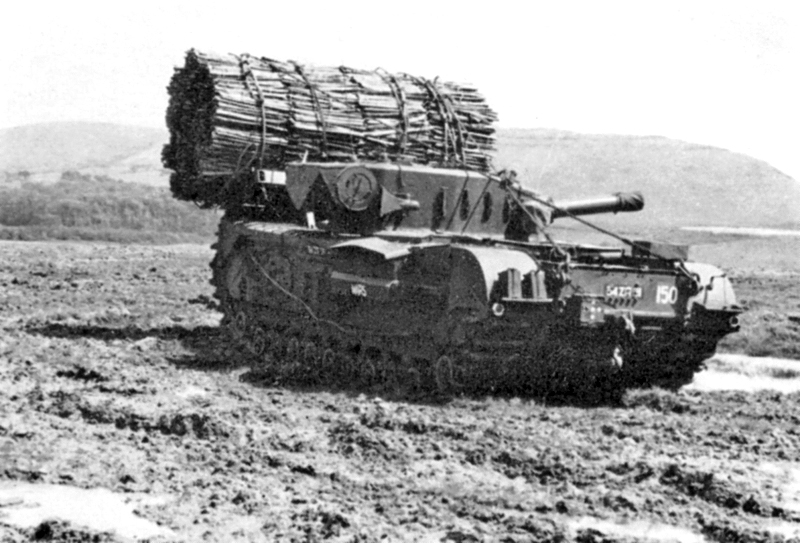
Churchill AVRE amb fascina al bressol inclinable cap endavant.
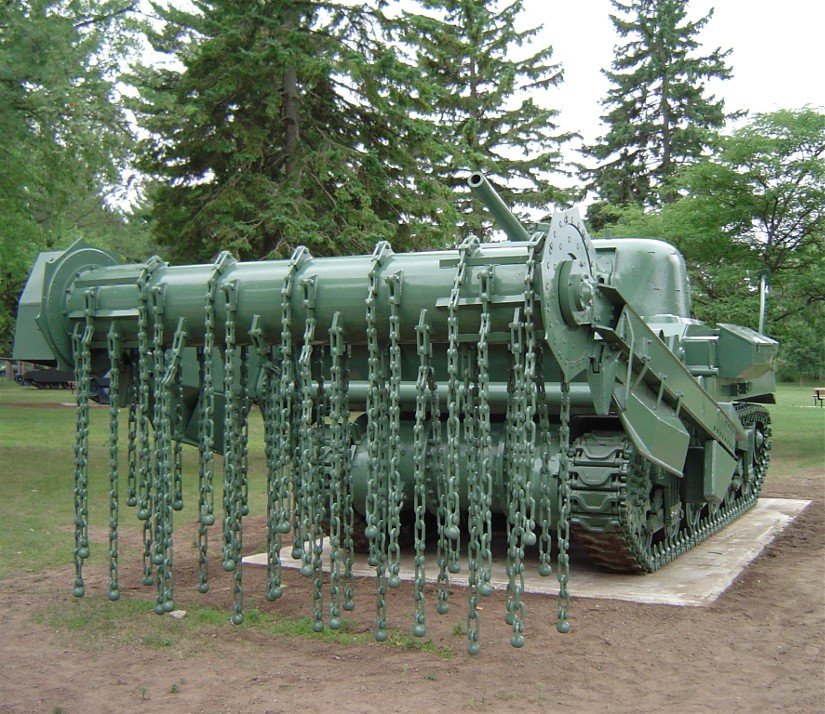
Sherman Crab – un tanc M4 Sherman equipat amb un netejamines
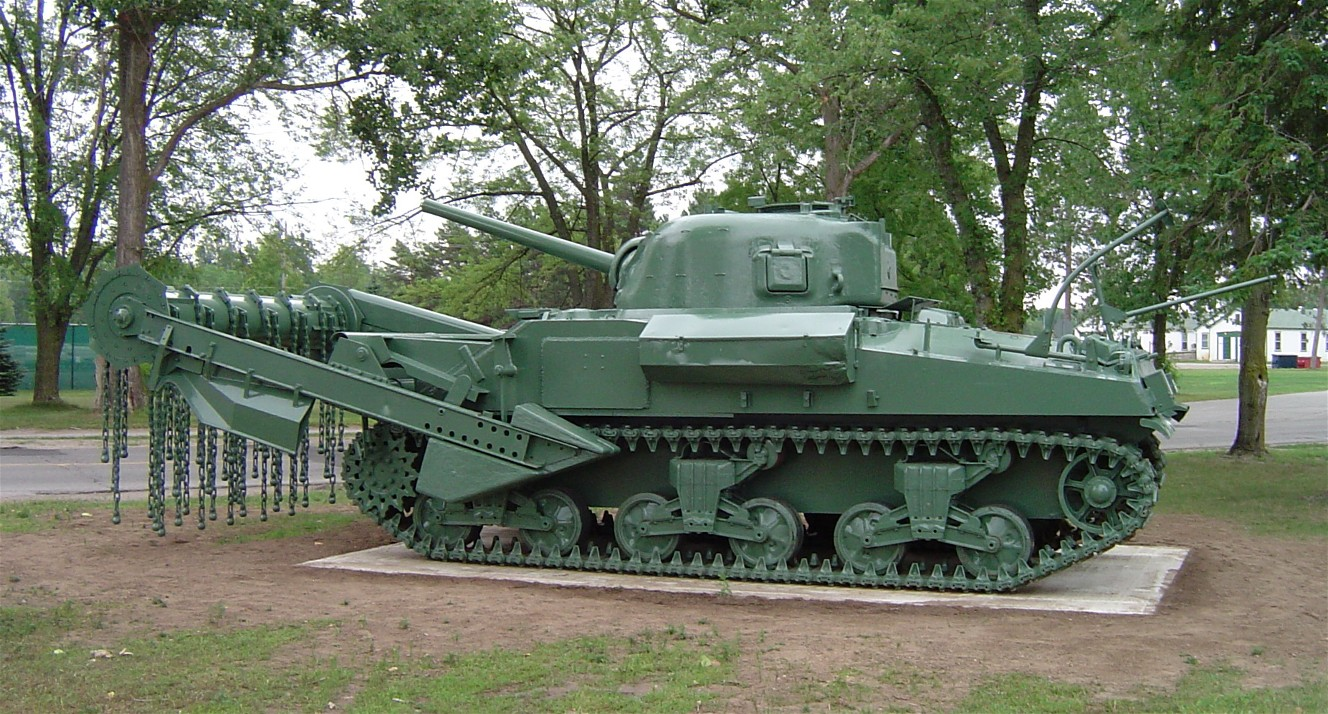
Cranc exposat al CFB Borden Military Museum, Ontario, Canadà.
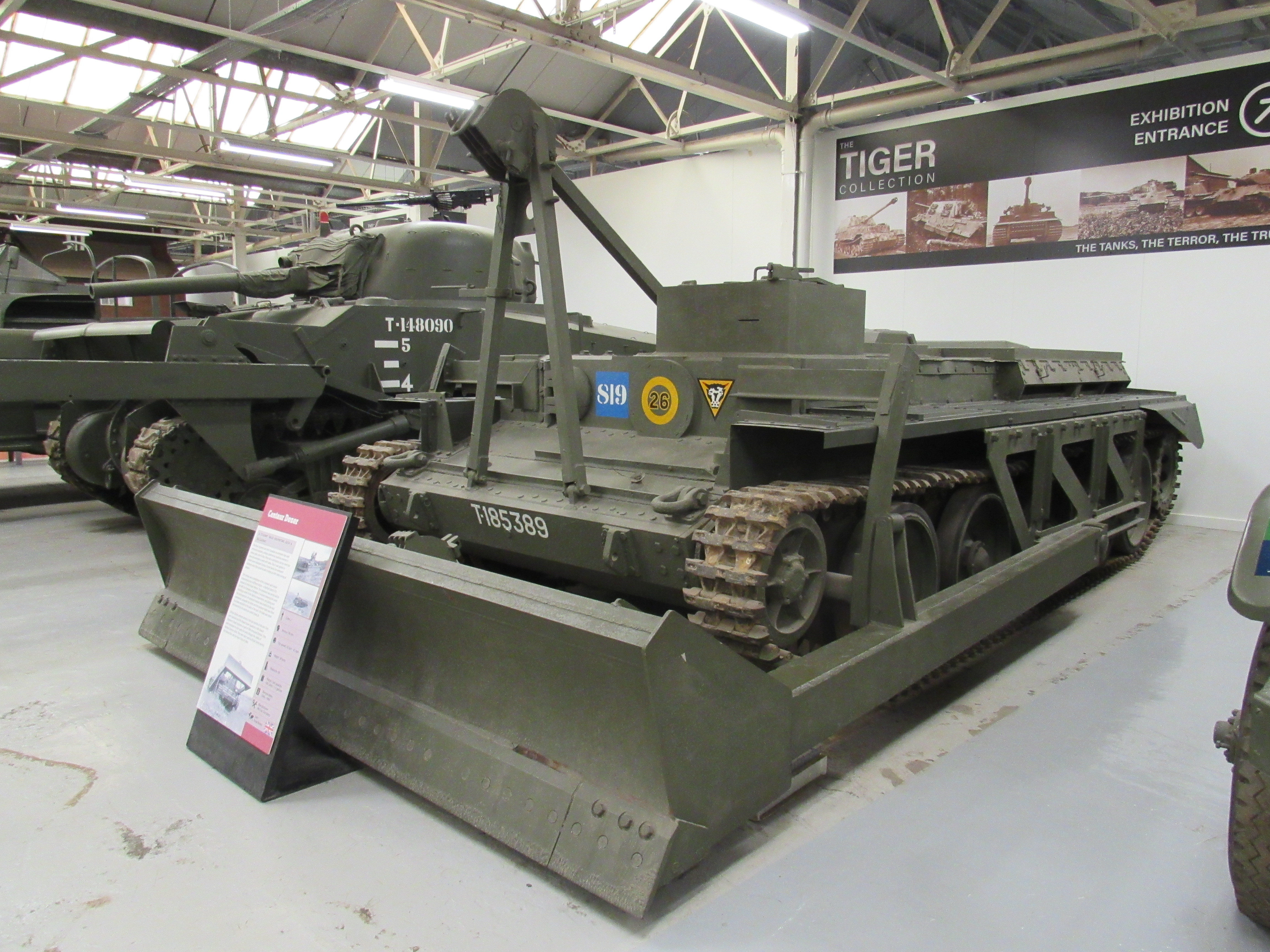
Bulldozer Centaur al Bovington Tank Museum
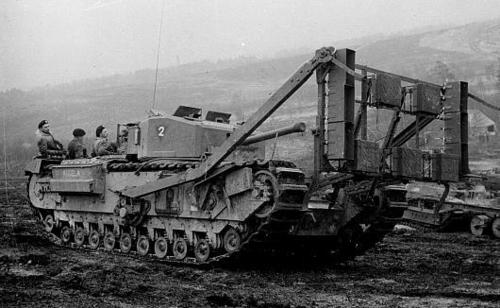
El tanc Churchill "Double Onion" de podria col·locar càrregues de demolició a altures de fins a 12 peus
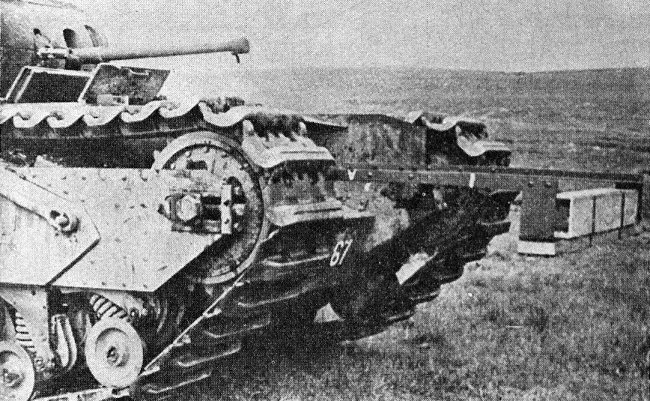
Tanc Light Carrot, com el Double Onion utilitzat per enderrocar parets
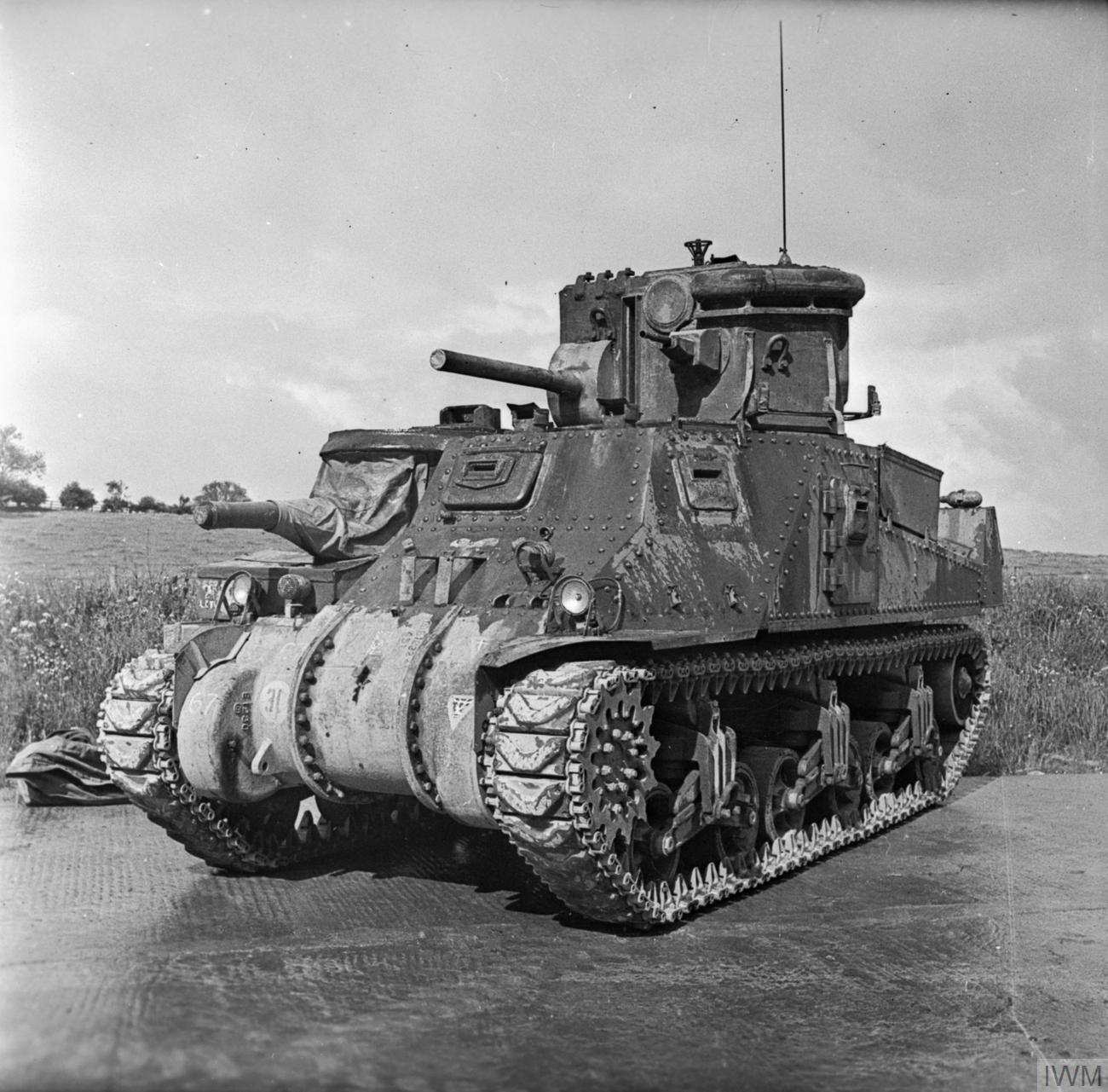
Una torreta Canal Defense Light instal·lada a un tanc M3 Grant; la torreta CDL està equipada amb un canó fals
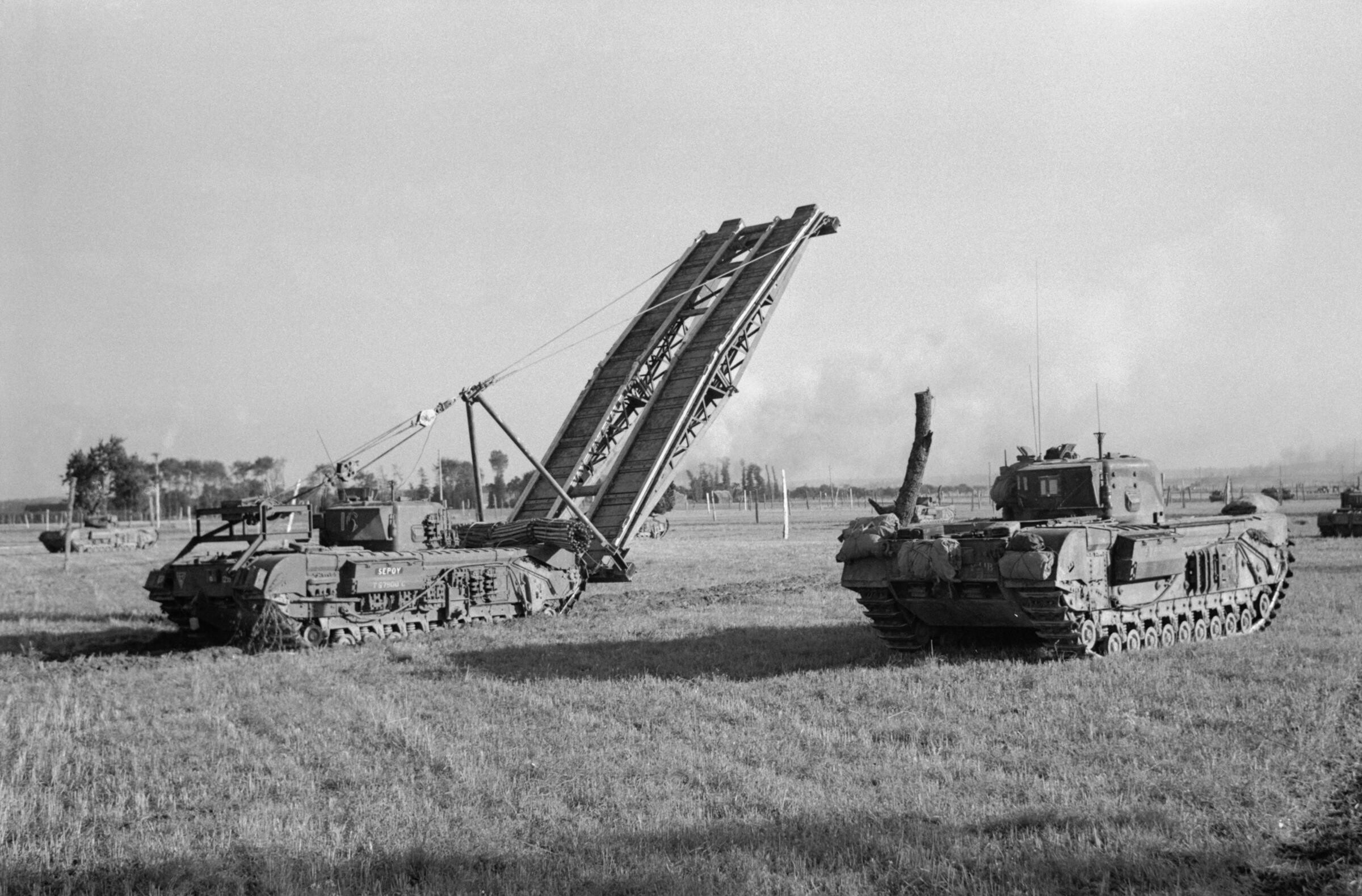
Un Churchill AVRE amb Small Box Girder Bridge i un tanc llançaflames Churchill Crocodile el 1945
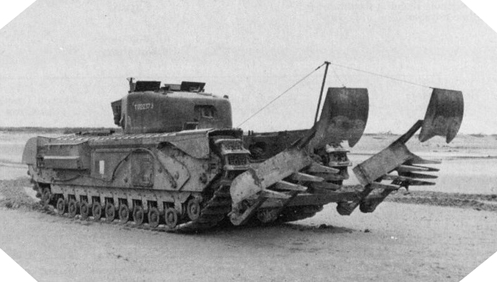
Arada Churchill Bullshorn

Molts dels prototips i els seus equips auxiliars van ser desenvolupats per AEC.

## Ús després de la Segona Guerra Mundial
La excavadora Centaur va continuar sent utilitzada per l'exèrcit britànic durant alguns anys després de la Segona Guerra Mundial i va actuar durant la Guerra de Corea, igual que el Churchill Crocodile. A més, es van utilitzar un petit nombre de Churchill AVRE i Sherman BARV fins a la dècada de 1960 quan es van substituir per vehicles similars basats en el Centurion Tank. Els Royal Engineers van utilitzar posteriorment tancs Centurion i Chieftain modificats que estan dissenyats per complir els mateixos papers a la batalla que els Funnies. Els darrers exemples de FV4003 Centurion Mk 5 AVRE 165 van veure combat a la Guerra del Golf/Operació Granby de 1991. Els vehicles més recents d'aquesta línia són el Titan I les variants troianes del tanc Challenger 2.
Altres nacions van desenvolupar les seves pròpies excavadores blindades després de la guerra, com la variant soviètica IMR del tanc T-72, el Rome plow de l'exèrcit nord-americà i el CAT D9 blindat israelià. Les excavadores blindades encara s'utilitzen avui dia per a la contrainsurgència de les Forces de Defensa d'Israel, l'exèrcit egipci i l'exèrcit libanès.